# امپراتور چنگ جین
با سیما یان (امپراتور وو جین) اشتباه نشود.
امپراتور چنگ جین (۳۲۱ الی ۲۶ ژوئیه ۳۴۲) با نام شخصی سیما یان (با) و نام محترم شیگن، سومین امپراتور جین شرقی و هشتمین امپراتور دودمان جین بود. او بزرگ‌ترین پسر امپراتور مینگ بود و در تاریخ ۱ آوریل ۳۲۵ عنوان ولی‌عهد را صاحب شد. در تابستان ۳۴۲، امپراتور چنگ بسیار بیمار بود و دارای دو پسر به نامهای سیما پی و سیما یی بود. اما او به جای پسرانش برای فرمانروایی، با جانشینی برادرش سیما یوئه موفقت کرد. سپس سیما یوئه با نام امپراتور کانگ جین تاجگذاری نمود.